# Tom Verelst
Tom Verelst  (Mechelen, 31 augustus 1982) is een Belgische voetballer spelend bij KSV Schriek als doelman. Hij genoot zijn opleiding bij KFC Verbroedering Geel waar hij tot 2001 verbleef.

## Loopbaan
| Seizoen | Club                   | Competitie                   | Wedstrijden | Doelpunten |
| ------- | ---------------------- | ---------------------------- | ----------- | ---------- |
| 2000/01 | KFC Verbroedering Geel | Tweede Klasse                | 2           | 0          |
| 2001/02 | AC Olen                | Derde Klasse                 | 30          | 0          |
| 2002/03 | AC Olen                | Derde Klasse                 | 30          | 0          |
| 2003/04 | AC Olen                | Derde Klasse                 | 30          | 0          |
| 2004/05 | KV Mechelen            | Derde Klasse A               | 10          | 0          |
| 2005/06 | KV Mechelen            | Tweede Klasse                | 24          | 0          |
| 2007/08 | Tempo Overijse         | Vierde Klasse B              | 30          | 1          |
| 2008/09 | Tempo Overijse         | Eerste Provinciale           | 30          | 0          |
| 2009/10 | Tempo Overijse         | Vierde Klasse B              | 30          | 1          |
| 2013/14 | KSV Schriek            | 1ste Prov. Antwerpen         |             |            |
| 2014/15 | KSV Schriek            | 1ste Prov. Antwerpen         |             |            |
| 2019/23 | Bevel FC               | Belgisch provinciaal voetbal | 30          | 0          |